# Ditteke Mensink
 (octobre 2018).
Si vous disposez d'ouvrages ou d'articles de référence ou si vous connaissez des sites web de qualité traitant du thème abordé ici, merci de compléter l'article en donnant les références utiles à sa vérifiabilité et en les liant à la section « Notes et références ».
 (octobre 2018).
Ditteke Mensink, née le 10 février 1965 à Nimègue, est une réalisatrice et scénariste néerlandaise.

## Filmographie

### Téléfilms et documentaires
- 1992 : Portret van een Liefde
- 1992 : verschillende items Lolapaloeza
- 1994 : Wonen in een tekening
- 1995 : Zoetzuur
- 1995 : Eigenheimers
- 1996 : Weg hier!
- 1996 : Breien en Boeten op Urk
- 1996 : Vaarwel
- 1997-1998 : Is 't nu al liefde
- 1997-1998 : Bleekneusje
- 1999 : Is dit nu liefde?[2]
- 2001 : Kamer met uitzicht
- 2002 : Moeder en zoon
- 2005 :  Christina
- 2009 : Farewell[3]
- 2009 : Tony. Een observatie in het Pieter Baancentrum
- 2016 : The Claim, the Search for Stolen Art from WWII[4]
- 2017 : Ik begon te schrijven toen ik drie was[5]